# DDR-Oberliga 1977-1978
L'edizione 1977-78 della DDR-Oberliga è stata il trentunesimo campionato calcistico di massimo livello in Germania Est.

## Avvenimenti
L'avvio del campionato, iniziato il 13 agosto 1977, fu appannaggio del Lokomotive Lipsia e dei campioni in carica della Dinamo Dresda: le due squadre si ritrovarono a condurre la classifica dopo due giornate e rimasero a punteggio pieno fino al pareggio nello scontro diretto in programma nella quarta giornata. Al turno successivo i campioni in carica, sconfiggendo in casa l'Union Berlino per 4-1, si portarono soli in testa alla graduatoria, tentando nelle giornate successive di fuggire, con alle spalle il Magdeburgo, propostosi come rivale della capolista in quella stessa giornata. La Dinamo Dresda riuscì ad incrementare il vantaggio nei confronti dei rivali, portandosi a +3 dopo avuto la meglio nello scontro diretto alla nona giornata, ma rimediarono due sconfitte consecutive che consentirono il sorpasso del Magdeburgo, che concluse il girone di andata con un punto di vantaggio sulla Dinamo Dresda.
Le prime giornate del girone di ritorno furono favorevoli al Magdeburgo, che riuscì ad allungare di un punto il distacco dalla Dinamo Dresda, ma tra la diciottesima e la diciannovesima giornata ottenne un solo punto che permise alla Dinamo Dresda di riprendere il comando. I campioni in carica proseguirono soli al comando presentandosi allo scontro diretto (che si sarebbe tenuto a Magdeburgo) con due punti di vantaggio sui rivali: vinsero i padroni di casa che ebbero la possibilità, a quattro giornate dal termine del campionato, di riagganciare la vetta. Nelle ultime due giornate il Magdeburgo totalizzò un solo punto lasciando il via libera alla Dinamo Dresda, che si laureò Campione della Germania Est all'ultima giornata (giocata il 3 giugno 1978), sconfiggendo un Vorwärts Francoforte già retrocesso.
In zona UEFA la vittoria del Magdeburgo in coppa nazionale liberò un posto di cui beneficiò il Carl Zeiss Jena, quinto dopo aver sorpassato l'Hallescher Chemie all'ultima giornata. A fondo classifica il Vorwärts Francoforte accompagnò con una giornata di anticipo in DDR-Liga il Wismut Gera, sfavorito da un pessimo girone di ritorno in cui ottenne un solo punto.

## Classifica finale
|  |     | DDR-Oberliga 1977-78 | Pt | G  | V  | N  | P  | GF | GS | DR  |
|  | --- | -------------------- | -- | -- | -- | -- | -- | -- | -- | --- |
|  | 1.  | Dinamo Dresda        | 41 | 26 | 18 | 5  | 3  | 70 | 25 | +45 |
|  | 2.  | Magdeburgo           | 38 | 26 | 16 | 6  | 4  | 52 | 17 | +35 |
|  | 3.  | BFC Dynamo           | 35 | 26 | 14 | 7  | 5  | 54 | 25 | +29 |
|  | 4.  | Lokomotive Lipsia    | 32 | 26 | 13 | 6  | 7  | 57 | 34 | +23 |
|  | 5.  | Carl Zeiss Jena      | 31 | 26 | 13 | 5  | 8  | 53 | 32 | +21 |
|  | 6.  | Hallescher           | 30 | 26 | 11 | 8  | 7  | 44 | 34 | +10 |
|  | 7.  | Karl-Marx-Stadt      | 24 | 26 | 6  | 12 | 8  | 34 | 37 | -3  |
|  | 8.  | Union Berlino        | 24 | 26 | 9  | 6  | 11 | 27 | 36 | -9  |
|  | 9.  | Rot-Weiß Erfurt      | 23 | 26 | 7  | 9  | 10 | 23 | 35 | -22 |
|  | 10. | Sachsenring Zwickau  | 23 | 26 | 8  | 7  | 11 | 22 | 45 | -23 |
|  | 11. | Wismut Aue           | 22 | 26 | 8  | 6  | 12 | 22 | 47 | -25 |
|  | 12. | Chemie Böhlen        | 20 | 26 | 6  | 8  | 12 | 34 | 51 | -27 |
|  | 13. | Vorwärts Francoforte | 15 | 26 | 3  | 9  | 14 | 19 | 35 | -16 |
|  | 14. | Wismut Gera          | 6  | 26 | 1  | 4  | 21 | 17 | 75 | -58 |

### Verdetti
- Dinamo Dresda campione della Germania Est 1977-78. Qualificato in Coppa dei Campioni 1978-79.
- Magdeburgo qualificato in Coppa delle Coppe 1978-79
- Dinamo Berlino, Lokomotive Lipsia e Carl Zeiss Jena qualificate in Coppa UEFA 1978-79
- Vorwärts Francoforte e Wismut Gera retrocesse in DDR-Liga.

### Squadra campione
- Hans-Jürgen Dörner (26/10)
- Peter Kotte (25/11)
- Hartmut Schade (25/3)
- Udo Schmuck (25/2)
- Gerd Weber (25/10)
- Reinhard Häfner (22/5)
- Klaus Müller (20)
- Christian Helm (19)
- Bernd Jakubowski (18)
- Dieter Riedel (18/6)
- Reiner Sachse (17/7)

- Gerd Heidler (16/3)
- Matthias Müller (15/4)
- Frank Richter (10)
- Claus Boden (9)
- Hans-Jürgen Kreische (8/4)
- Andreas Trautmann (7/1)
- Matthias Döschner (5/1)
- Karsten Petersohn (5/1)
- Holger Hennig (1)
- Volker Schmidt (1)

- Allenatore:  Walter Fritzsch

## Record

### Capoliste solitarie
- 5ª-11ª giornata:  Dinamo Dresda
- 11ª-18ª giornata:  Magdeburgo
- 19ª-21ª giornata:  Dinamo Dresda
- 23ª giornata:  Dinamo Dresda
- 25ª-26ª giornata:  Dinamo Dresda

### Club
- Maggior numero di vittorie:  Dinamo Dresda (18)
- Minor numero di sconfitte:   Dinamo Dresda (3)
- Migliore attacco:  Dinamo Dresda (70 gol fatti)
- Miglior difesa:  Magdeburgo (17 gol subiti)
- Miglior differenza reti:  BFC Dynamo (+45)
- Maggior numero di pareggi:  Karl-Marx-Stadt (12)
- Minor numero di pareggi:  Wismut Gera (4)
- Maggior numero di sconfitte:  Wismut Gera (1)
- Minor numero di vittorie:  Wismut Gera (21)
- Peggior attacco:  Wismut Gera (17 gol fatti)
- Peggior difesa:  Wismut Gera (75 gol subiti)
- Peggior differenza reti:  Wismut Gera (-58)

### Classifica cannonieri
|  | Gol | Marcatore          | Squadra         |
|  | --- | ------------------ | --------------- |
|  | 15  | Klaus Havenstein   | Chemie Böhlen   |
|  | 14  | Rüdiger Schnuphase | Carl Zeiss Jena |
|  | 13  | Wolf-Rüdiger Netz  | BFC Dynamo      |
|  | 13  | Joachim Streich    | Magdeburgo      |
|  | 12  | Eberhard Vogel     | Carl Zeiss Jena |